# 63 Pułk Piechoty Cesarstwa Austriackiego
63 Pułk Piechoty Cesarstwa Austriackiego – jeden z austriackich pułków piechoty okresu Cesarstwa Austriackiego.
Okręg poboru: Walonia, potem Galicja.
Podczas wojny polsko-austriackiej w 1809 wchodził w skład Brygady Piechoty Leopolda von Trauttenberga w Dywizji Piechoty Ludwiga Ferdinanda von Mondeta. Posiadał 3 bataliony a jego dowódcą był Theodor Baillet de Latour.

## Mundur
- Typ: niemiecki
- Bryczesy: białe
- Wyłogi: jasny brąz
- Guziki: żółte

## Garnizony
- 1805 Chioggia, Wenecja
- 1806 Triest
- 1807 Ofen/ Buda/ część Budapesztu
- 1808 Tyrnau/ Trnawa
- 1810 Preszburg/ Bratysława
- 1811 Brünn/ Brno
- 1812 Wiedeń
- 1815 Złoczów
- 1850 Tarnopol